# Arginina alfa-cetoglutarato
La arginina alfa-cetoglutarato (abreviado como AAKG) es una sal formada por la combinación de dos moléculas de los aminoácidos arginina y una molécula de alfa-cetoglutarato. Debido a que la arginina alfa-cetoglutarato AAKG parece estar implicada en la síntesis de aminoácidos y la disponibilidad de proteínas, muchos atletas de deportes anaeóbicos emplean con suplemento culturista el AAKG como una forma de aumentar la masa muscular (hipertrofia) y la fuerza - a pesar de la evidencia de su eficacia, en este sentido es bastante limitada.

## Funciones
Las funciones de esta arginina es la de ofrecer substrado de dos enzimas: la arginasa que favorece la biosíntesis de la urea y la óxido nítrico sintetasa que da lugar a la formación del óxido nítrico (NO) que se propaga al músculo esquelético en situaciones de estrés actuando como vasodilatador.

## Usos
La arginina alfa-cetoglutarato se ha utilizado para tratar a los pacientes que sufren de quemaduras, han tenido posoperatorios, la desnutrición y otros traumas. Aunque el mecanismo exacto no se conoce, el tratamiento mediante AAKG disminuye el catabolismo proteico muscular (catálisis proteica) y/o aumenta la síntesis de proteínas, además de la promoción de la cicatrización de heridas. La arginina alfa-cetoglutarato puede promover la secreción de hormonas anabólicas, como la insulina y la hormona del crecimiento y aumentar el metabolismo de los aminoácidos (arginina y glutamina), que puede contribuir a explicar algunos de los hallazgos clínicos.
Aunque los últimas investigaciones, sobre suplementación de este compuesto en deportistas, indican que no hay una mejora en el rendimiento físico.